# Insula Alexandru I

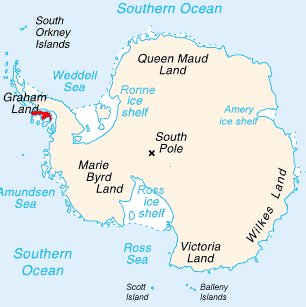
Poziţia insulei Alexandru I în Antarctica

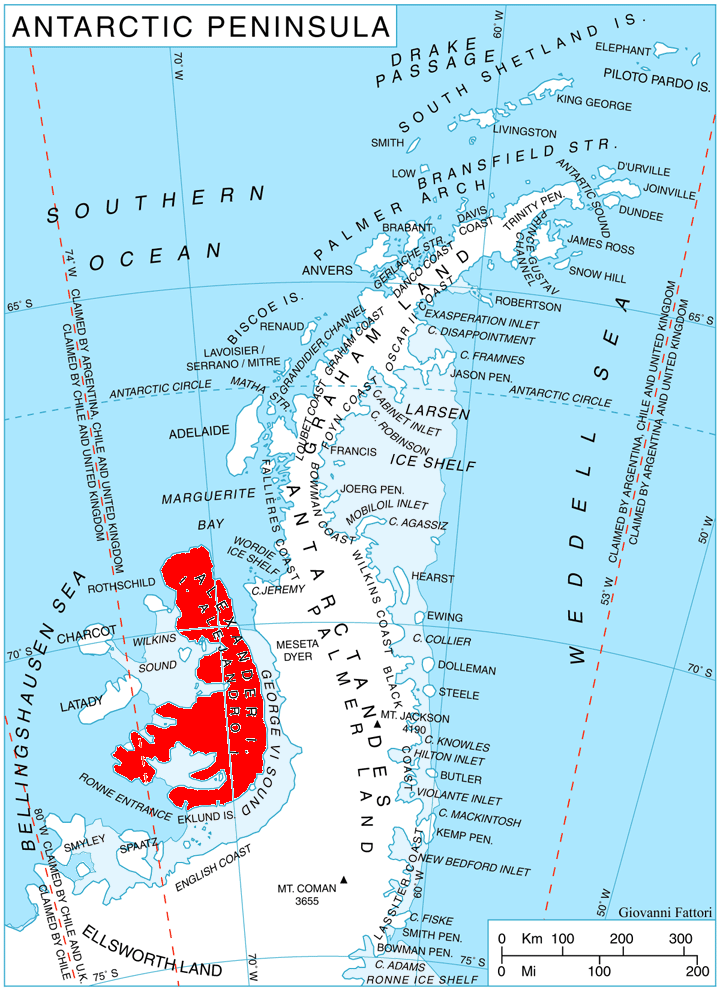
Poziţia insulei Alexandru I faţă de Peninsula Antarctică

Insula Alexandru I  (numită alternativ Țara Alexandru I sau Insula Alexandru) este o insulă nelocuită din Antarctica, situată  în Marea Bellingshausen, la vest de Peninsula Antarctică. Cu o arie de 49.070 km2, ea este cea mai mare insulă din Antarctica și a 28-a din lume. Insula este separată de continent prin golful Marguerite și strâmtoarea George VI, dar practic în zona strâmtorii, ghețarul de șelf George VI creează o legătură continuă între insulă și continent, astfel încât contururile insulei sunt greu de distins pe imaginile din satelit.
Insula are de la nord la sud o lungime de 390 km, o lățime maximă în zona nordică de 80 km, respectiv în zona sudică de 240 km.
Pe insulă se găsesc o serie de munți precum Munții Havre, Munții Rouen, Munții Universității din Sofia, Munții Lassus, Munții Douglas. Cel mai înalt punct este Mount Stephenson din Munții Douglas, cu o altituine de 2985 m. 

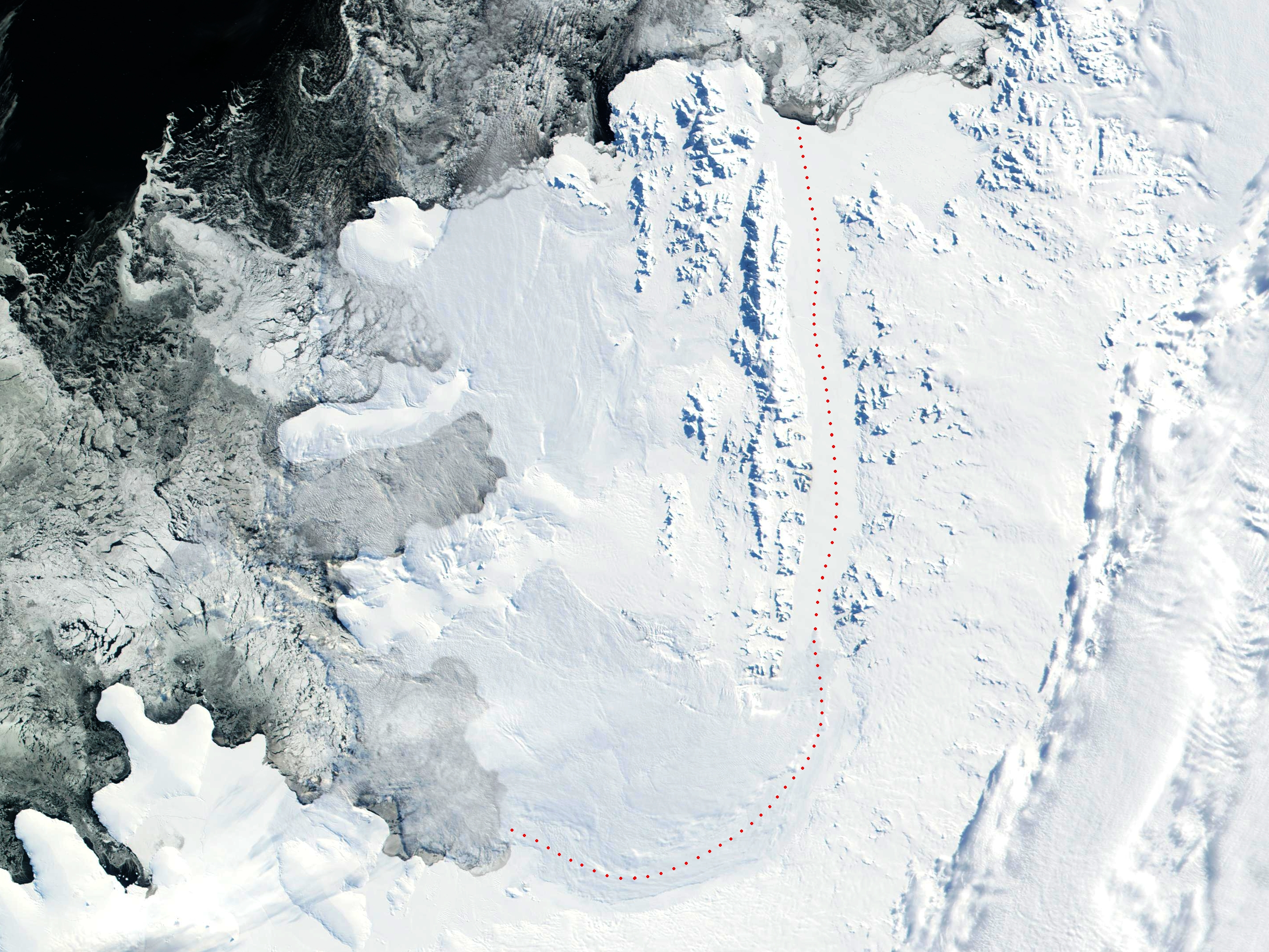
Imagine din satelit cu zona insulei Alexandru I

De asemenea, sub gheața de pe insulă se găsesc câteva lacuri subglaciale, ca de exemplu lacul Hodgson, descoperit în anul 2000. 
Insula Alexandru I a fost descoperită în data de 28 ianuarie 1821 de către o expediție rusească sub comanda lui Fabian Gottlieb von Bellingshausen, care a numit-o în onoarea țarului Rusiei Alexandru I. La acea vreme se considera însă că  ea este doar o parte a continentului. Abia în decembrie 1940, o expediție a Serviciului Antarctic al Statelor Unite, condusă de Finn Ronne a descoperit caracterul său insular.
La începutul anilor '60, pe insulă a fost construită baza britanică Fossil Bluff, care a fost ocupată doar intermitent.